# La Masó
La Masó és un municipi de la comarca de l'Alt Camp.

## Geografia
- Llista de topònims de la Masó (Orografia: muntanyes, serres, collades, indrets..; hidrografia: rius, fonts...; edificis: cases, masies, esglésies, etc).

## Història
L'actual poble de la Masó té l'origen en una subcomanda, o sotspreceptoria, de la comanda del Temple de Barberà (que fou una de les comandes catalanes de l'orde del Temple importants). L'anomenada «Comanda del Rourell» fou en realitat la casa, «la Mesó» que organitzaren els templers en l'antic mas de Bellestar, que Berenguer de Molnells donà a la Comanda de Barberà l'any 1160, amb motiu d'ingressar-hi com a frare. El terme de l'antic mas de Bellestar coincideix amb el de l'actual poble de la Masó, que té el seu origen i el seu nom en la «Mesó» templera del Rourell. Aquest territori de Bellestar s'havia situat erròniament en el poble veí del Rourell. El nom Masó (escrit masó / mesó) designava establiments d'ordes religiosos, tot i que a Catalunya es refereix principalment a cases de l'orde del Temple. Els templers es van vendre la Masó l'any 1248.
La casa del Rourell va ser una comanda eminentment agrícola i ramadera, de la qual els templers explotaren els recursos d'una manera, fins a cert punt, insòlita, ja que conrearen la totalitat del territori en règim de dominicatura, és a dir, sense cedir-ne cap tros en establiment emfitèutic ni arrendament. Com en altres llocs, van saber aprofitar i potenciar la indústria molinera que tenien molt a l'abast a causa de la proximitat del riu Francolí.
Així i tot, els templers de Barberà no mantingueren la Sotscomanda del Rourell fins al final de la seva història: sense motius aparents, l'any 1248 decidiren vendre-la per 4.000 mazeres d'or, diner que empraren per comprar Pira. Sembla que els va interessar més arrodonir el ple domini sobre Pira que no pas mantenir la casa del Rourell.

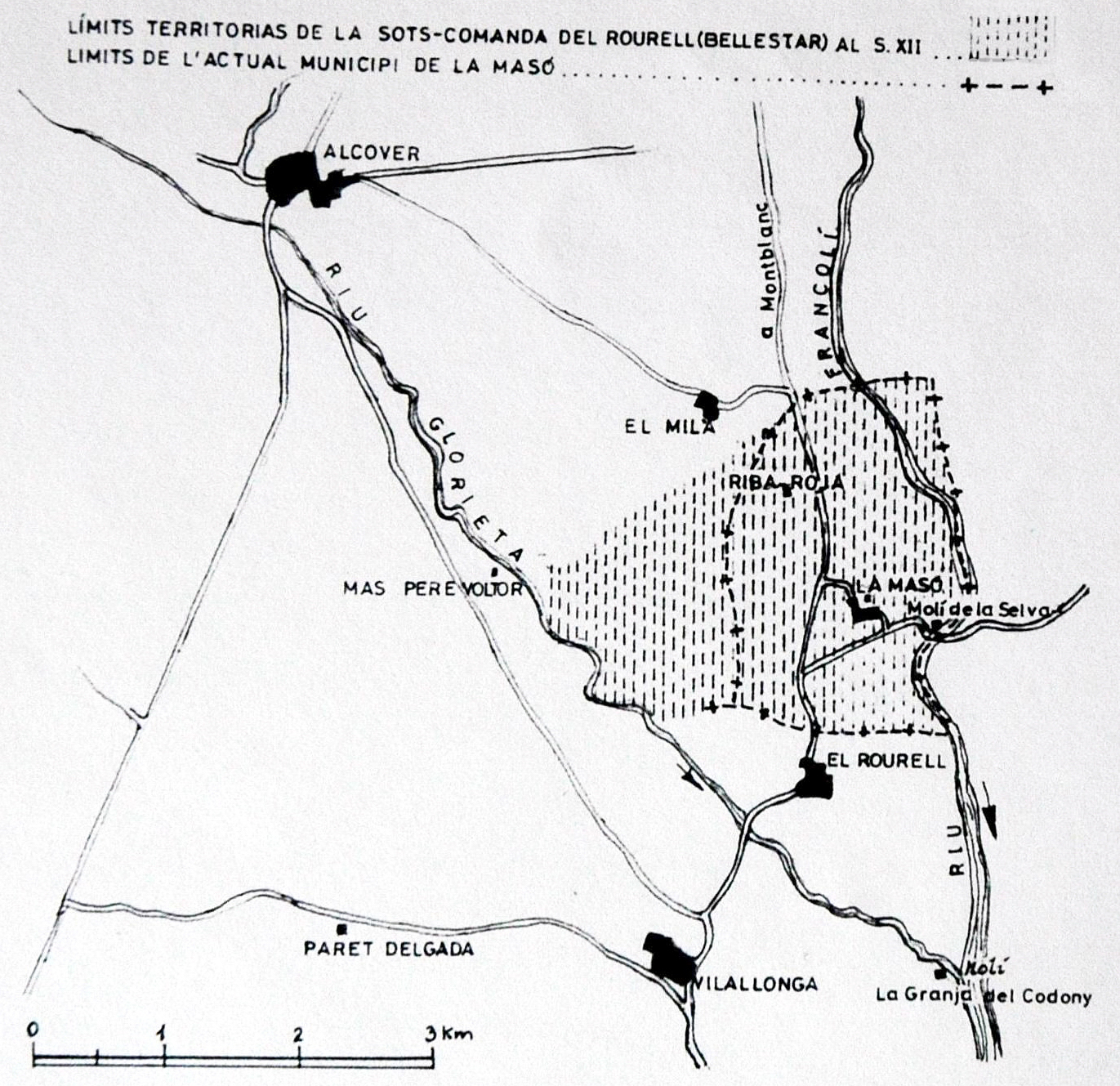
Mapa del terme actual de la Masó comparat amb el de la comanda templera, 1995

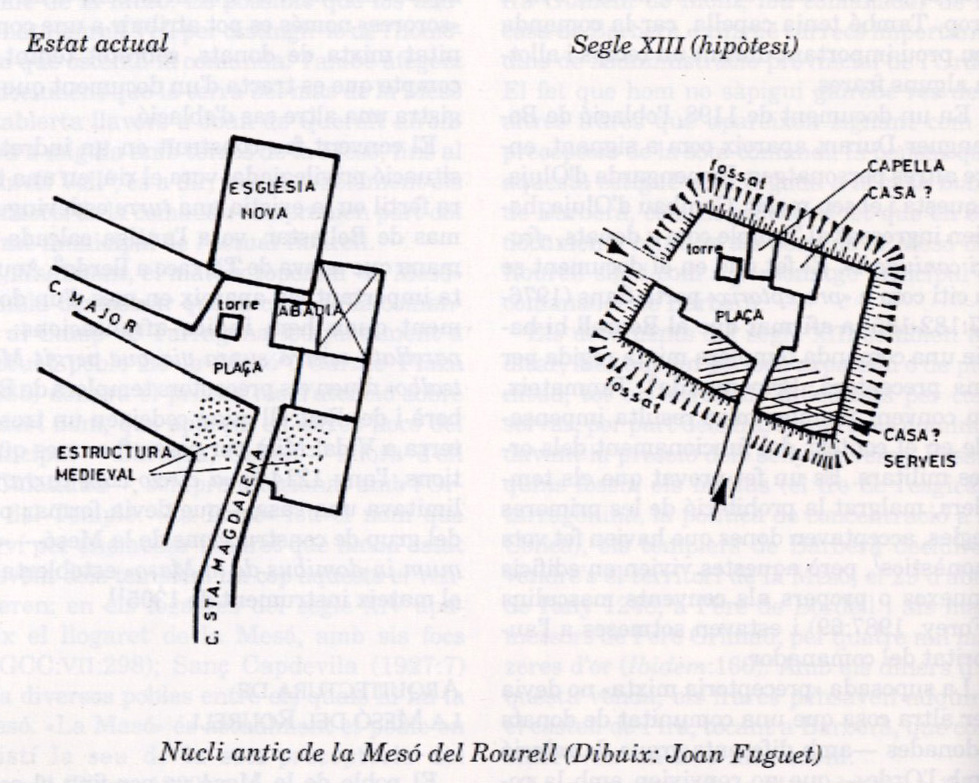
Plantes comparades de l'actual plaça de la Masó i la hipotètica comanda templera.

### El poble
El poble de la Masó va ser molt petit fins al segle xvii; pràcticament devia consistir en les mateixes edificacions que un dia foren la sotscomanda templera. Això si més no és el que es dedueix del petit nombre d'hàbitats, sis focs, que mantenia encara en el segle xvi.
El nucli habitat, que no era altre que el convent més algun corral annex edificat més tard, encara es pot endevinar en l'urbanisme i l'arquitectura que es configura a l'entorn de l'actual plaça de l'església. Suposem que formava un recinte més o menys rectangular fortificat, com acostumaven a ser aquests convents, amb edificis d'habitatge, capella, magatzems, cavallerisses, corrals... tots ells ordenats al voltant d'un pati, que devia ocupar més o menys el mateix espai que avui forma la plaça de l'església.
La capella —citada en els documents dels segles xii i xiii— devia ser molt petita. Fou enderrocada a finals del segle xix per deixar pas a la construcció d'un temple més gran. Dissortadament, amb la pèrdua dels arxius parroquial i municipal del poble s'ha perdut la possibilitat de conèixer detalls de l'arquitectura. Del cementiri on foren sebollits diversos senyors que es donaren a la Milícia només resta el topònim, «el cementiri vell», al costat de l'església. Algunes de les cases de la plaça de l'església conserven els baixos amb estructures antigues d'arcs que podrien ser d'època medieval.
El poble de la Masó va formar part de la Vegueria de Tarragona fins al 1716. Després va passar a formar part del Corregiment de Tarragona des del 1716 fins al 1833.

## Economia
El 1970 la renda anual mitjana per capita era de 58.986 pessetes (353,97 euros).
El 1983 el terme municipal de la Masó comptava amb unes 53 explotacions agràries d'entre 0 i 5 hectàrees i unes 23 d'entre 5 i 50 hectàrees.

## Demografia
| 1497 f | 1515 f | 1553 f | 1717 | 1787 | 1857 | 1877 | 1887 | 1900 | 1910 |
| ------ | ------ | ------ | ---- | ---- | ---- | ---- | ---- | ---- | ---- |
| 6      | 6      | 7      | 87   | 175  | 394  | 277  | 329  | 351  | 393  |

| 1920 | 1930 | 1940 | 1950 | 1960 | 1970 | 1981 | 1990 | 1992 | 1994 |
| ---- | ---- | ---- | ---- | ---- | ---- | ---- | ---- | ---- | ---- |
| 363  | 341  | 318  | 318  | 298  | 280  | 281  | 274  | 263  | 263  |

| 1996 | 1998 | 2000 | 2002 | 2004 | 2006 | 2008 | 2010 | 2012 | 2014 |
| ---- | ---- | ---- | ---- | ---- | ---- | ---- | ---- | ---- | ---- |
| 258  | 256  | 275  | 278  | 287  | 280  | 291  | 300  | 296  | 288  |

| 2016 | 2018 | 2020 | 2022 | 2024 | 2026 | 2028 | 2030 | 2032 | 2034 |
| ---- | ---- | ---- | ---- | ---- | ---- | ---- | ---- | ---- | ---- |
| 290  | 276  | 280  | 285  | 288  | -    | -    | -    | -    | -    |

## Eleccions al Parlament de Catalunya del 2012
| Candidatura | Candidatura   | Cap de llista          | Vots | Regidors | % vots |
| ----------- | ------------- | ---------------------- | ---- | -------- | ------ |
|             | CiU           | Artur Mas              | 85   |          | 44,97  |
|             | ERC           | Oriol Junqueras        | 40   |          | 21,16  |
|             | PPC           | Alicia Sánchez-Camacho | 21   |          | 11,11  |
|             | C's           | Albert Rivera          | 10   |          | 5,29   |
|             | CUP           | David Fernández        | 9    |          | 4,76   |
|             | ICV-EUiA      | Joan Herrera           | 9    |          | 4,76   |
|             | PSC           | Pere Navarro           | 8    |          | 4,23   |
|             | Vots en blanc |                        | 2    |          | 1,06   |
|             | Altres        |                        | 5    |          | 6,88   |
| Total       | Total         | 189                    | 189  |          | 76,52  |

## Eleccions municipals de 2023
Participació del 77,88%.
| Candidatura                 | Regidors                   | Vots | Percentatge |
| --------------------------- | -------------------------- | ---- | ----------- |
| Front Nacional de Catalunya | Albert Camps Banús         | 91   | 54,49%      |
| Front Nacional de Catalunya | Esther Guri Casanovas      | 91   | 54,49%      |
| Front Nacional de Catalunya | Joan Lluís Venteo Gavarro  | 91   | 54,49%      |
| Front Nacional de Catalunya | Xavier Minondo Borràs      | 91   | 54,49%      |
| ENDAVANT (Junts)            | Josep Sole Roig            | 67   | 40,11%      |
| ENDAVANT (Junts)            | Rosa Aurea Roig Sebastià   | 67   | 40,11%      |
| ENDAVANT (Junts)            | Maria del Cel Roig Torrell | 67   | 40,11%      |

## Llocs d'interès
L'església parroquial de Santa Magdalena és d'estil neoromànic de la fi del segle xix (1890). El campanar és una construcció del 1817, aproximadament. La seva característica és que està separat de l'església, ja que pertanyia a una edificació anterior.
Ca Benet és la casa més antiga del poble. En destaca l'arcada de la porta.

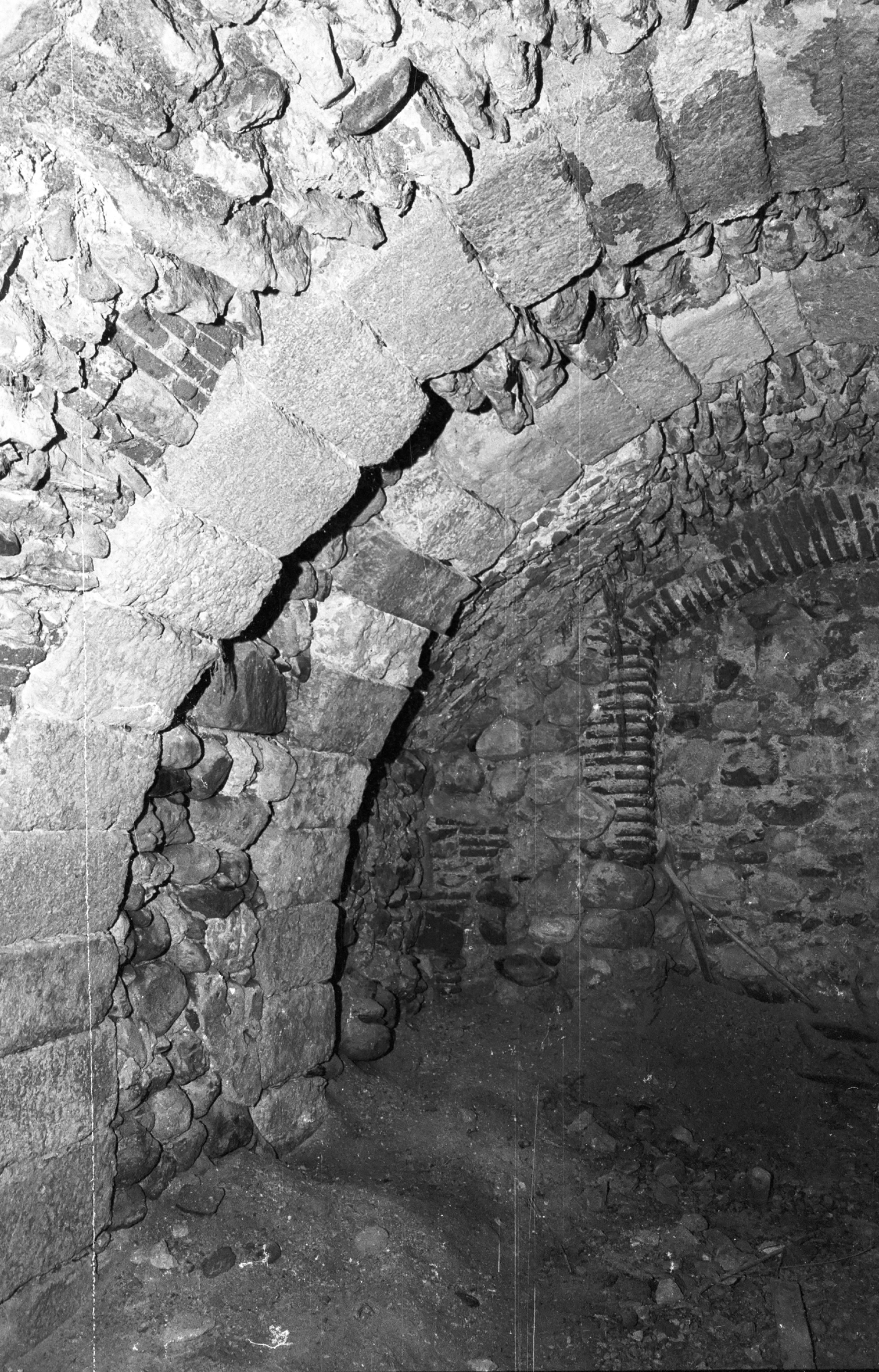
La Masó, el molí de la Selva, any 1989.

El molí de la Selva. Entre els diversos molins de la casa del Rourell documentats en època templera, a la Masó es conserva aquest "Molí de la Selva", situat a 500 metres del poble, a la riba dreta del Francolí, tocant al pont de la Masó.
L'actual edifici, mig enderrocat, té l'aspecte d'un mas, que és el que efectivament va ser després d'una gran ampliació produïda en els segles xvii o xviii. Als baixos, però, hi ha les construccions medievals del molí. Són dues sales de planta rectangular -una lleugerament més estreta- posades sobre el mateix eix, una després de l'altra. Ambdues van cobertes amb volta de canó apuntada. La primera està construïda amb formigó de calç mitjançant encofrats, tant els murs com la volta. En canvi, la segona té tres arcs transversals situats a la distància d'un metre l'un de l'altre, obrats amb dovelles ben tallades de mig metre de gruix. Els intervals dels arcs foren posteriorment reomplerts amb formigó seguint l'intradós, però sembla que originàriament estaven coberts amb lloses de pedra, com al molí de la Cadena de Vallfogona.
Aquest molí, segons els documents, fou construït als anys seixanta del segle xii. Actualment està en mal estat, encara que les ruïnes fan una gran impressió i assenyalen la grandiositat de l'edifici, que encara conserva soterranis medievals en bon estat.
Les escoles públiques. Cal destacar que les escoles públiques de la Masó foren les primeres construïdes per la Mancomunitat a les comarques de Tarragona. Les va inaugurar Eugeni d'Ors, que aleshores era el director d'Instrucció Pública de la Mancomunitat.
També hi ha el Mas del Bassot o el Mas de Posant.